# 1. FC Saarbrücken
1. Fußball-Club Saarbrücken – niemiecki klub piłkarski z siedzibą w mieście Saarbrücken, stolicy kraju związkowego Saara.

## Osiągnięcia
- Mistrz czwartej ligi niemieckiej (Oberliga Südwest): 1946, 1952, 1961, 1983
- Mistrz trzeciej ligi niemieckiej (Regionalliga West/Südwest): 2000
- Mistrz południowej grupy drugiej ligi niemieckiej (2.Bundesliga): 1976, 1992
- Mistrz drugiej ligi niemieckiej: 1948/49
- Wicemistrz Niemiec: 1943, 1952

## Historia

### Założenie
Klub założony został 18 kwietnia 1903 roku pod nazwą Fußball-Abteilung des TV 1876 Malstatt. W roku 1907 nastąpiła zmiana nazwy na FV Malstatt-Burbach, a 1 kwietnia 1909 na FV Saarbrücken. Obecna nazwa, 1. FC Saarbrücken, obowiązuje od 25 listopada 1945.

### Trzecia Rzesza

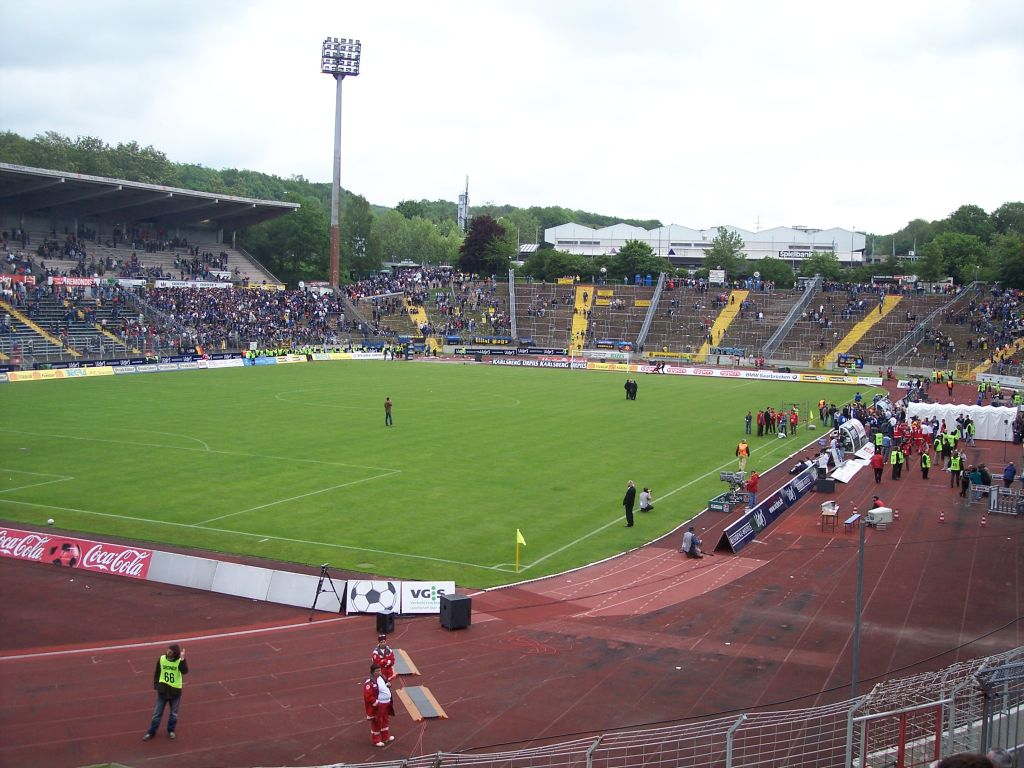
Ludwigsparkstadion (2005)

W roku 1935 klub przystąpił do rozgrywek ligi Gauliga Südwest, jednej z 16 niemieckich lig regionalnych powstałych na skutek reorganizacji niemieckiego futbolu. Po kolejnych reformach klub w 1940 znalazł się w lidze Gauliga Südwest-Saarpfalz, którą rok później wygrał. W 1943 roku klub z Saarbrücken dotarł do samego finału mistrzostw Niemiec. Porażka 0:3 z Dresdner SC sprawiła, że klub musiał cieszyć się jedynie z tytułu wicemistrza kraju. W następnym roku drużyna dotarła do ćwierćfinału mistrzostw Niemiec, gdzie musiała uznać wyższość klubu 1. FC Nürnberg. W ostatnich latach wojny (1943–1945) klub wspólnie z SC 07 Altenkessel występował pod nazwą Kriegsspielgemeinschaft Saarbrücken.

### Czasy powojenne
Po zakończeniu działań wojennych alianckie władze okupacyjne rozwiązały wszelkie organizacje istniejące na terenie Niemiec, łącznie ze sportowymi. W końcu 1945 roku pozwolono na odtworzenie klubu, ale tylko pod nazwą 1. FC Saarbrücken. Pierwsze trzy sezony drużyna grała w pierwszej lidze Oberliga Südwest-Nord, zdobywając jej mistrzostwo w 1946 roku.
Saara, gdzie znajduje się miasto Saarbrücken, znalazła się pod okupacją Francji, która czyniła wysiłki, by ta część Niemiec została wcielona do jej terytorium. Z tego powodu Saara brała odrębny udział w igrzyskach olimpijskich w 1952 roku i Mistrzostwach Świata w 1954 roku, a ponadto założono w tym kraju oddzielną od niemieckiej ligę, nazwaną Ehrenliga. W roku 1948 1. FC Saarbrücken został zmuszony do opuszczenia niemieckiej ligi, jednak zamiast przystąpić do ligi Saary, wystąpił w drugiej lidze francuskiej pod nazwą FC Sarrebruck. W drugiej lidze francuskiej klub spisał się znakomicie i zajął w niej pierwsze miejsce.
FC Saarbrücken wycofał się z ligi francuskiej i przez następne dwa lata (począwszy od sezonu 1949/1950) organizował turnieje pod nazwą Internationaler Saarland Pokal (czyli międzynarodowy puchar Saary), w których rozegrał u siebie 15 meczów przeciwko klubom z Austrii, Chile, Danii, Francji, Szwecji, Szwajcarii i Jugosławii. Zaprzestano organizacji tych turniejów w 1952 roku.
Dopóki sytuacja Saary nie była jednoznacznie wyjaśniona, założono oddzielny związek piłkarski, który stał się członkiem FIFA. Dzięki temu Saara wystąpiła w eliminacjach mistrzostw świata w 1954 roku. Klub 1. FC Saarbrücken mógł także wystąpić w pierwszym Pucharze Europy Mistrzów Krajowych w sezonie 1955/56. W swoim pierwszym meczu w Mediolanie klub z Saary wygrał z Milanem 4:3. W rewanżu w Saarbrücken A.C. Milan wygrał 4:1 i wyeliminował 1. FC Saarbrücken.

### Powrót do ligi niemieckiej
W roku 1951 FC Saarbrücken wrócił do ligi Oberliga Südwest, którą wygrał, awansując do pucharowego etapu mistrzostw Niemiec. Klub dotarł do finału, gdzie przegrał 1:2 z VfB Stuttgart i drugi raz został wicemistrzem kraju. Później nie udało się już powtórzyć tego sukcesu, a wygrać kolejny raz Oberligę FC Saarbrücken zdołał dopiero w 1961 roku.
W roku 1963 utworzona została Bundesliga, w której skład weszło 16 klubów wybranych przez komitet selekcyjny. Klub 1. FC Saarbrücken jako mistrz swojej ligi i dwukrotny finalista mistrzostw Niemiec spełnił warunki i zakwalifikował się do Bundesligi.
Na koniec pierwszego sezonu Bundesligi 1963/1964 FC Saarbrücken uplasował się na ostatnim miejscu. Późniejsze próby powrotu kończyły się niepowodzeniem aż do 1976 roku, kiedy to drużyna z Saary wygrała południową grupę drugiej ligi niemieckiej (2.Bundesliga Süd). Po dwóch sezonach w najwyższej lidze nastąpił spadek do drugiej ligi. Klub dwukrotnie wracał do Bundesligi – w roku 1985 oraz w roku 1992. Oba powroty kończyły się spadkiem po jednym sezonie gry na najwyższym poziomie rozgrywkowym. W roku 1995 klub spadł do trzeciej ligi (Regionalliga West/Südwest). W sezonie 2005/2006 klub zajął 16. miejsce w drugiej lidze i spadł do trzeciej ligi. W sezonie 2006/2007 zajął 15. miejsce w trzeciej lidze, przez co spadł do 4. ligi. W 2010 roku klub wrócił do 3. Fußball-Ligi, a w 2014 r. ponownie spadł do Regionalligi Südwest. W 2020 roku klub powrócił do 3. Fußball-Ligi. W tym samym roku klub dotarł do półfinału Pucharu Niemiec.

## Europejskie puchary
Legenda do wszystkich tabel:
- Q – runda eliminacyjna, 1/16, 1/8, 1/4, 1/2 – odpowiednia faza rozgrywek, Grupa – runda grupowa, 1r gr – pierwsza runda grupowa, 2r gr – druga runda grupowa, F – finał, R – runda, PO – play-off
- k. – rzuty karne, los. – losowanie, Dogr. – dogrywka, w. – zasada bramek strzelonych na wyjeździe

| Sezon   | Rozgrywki     | Runda | Klub       | Dom | Wyjazd | Ogólnie |
| ------- | ------------- | ----- | ---------- | --- | ------ | ------- |
| 1955/56 | Puchar Europy | 1/8   | A.C. Milan | 1–4 | 4–3    | 5–7     |